# Хаїр Сеспедес
Хаїр Сеспедес (ісп. Jair Céspedes, нар. 22 травня 1984, Арекіпа) — перуанський футболіст, півзахисник клубу «Спортінг Крістал» і національної збірної Перу.

## Клубна кар'єра
Народився 22 травня 1984 року в місті Арекіпа. Вихованець футбольної школи клубу «Альянса Ліма». Дорослу футбольну кар'єру розпочав 2003 року в основній команді того ж клубу, в якій провів один сезон.
Згодом з 2004 по 2008 рік грав у складі команд перуанських клубів «Депортіво Мунісіпаль», «Альянса Ліма», «Депортіво Авіасьон», «Спорт Бойз» і «Універсідад Сан-Мартін».
Протягом 2008—2009 років виступав в Ізраїлі. де за цей час встиг змінити чотири команди — грав за «Хапоель» (Кір'ят-Шмона), «Хапоель» (Петах-Тіква), «Маккабі Ахі» і «Бней-Сахнін».
2010 року повернувся на батьківщину, де став гравцем клубу «Універсідад Сесар Вальєхо», а згодом провів по одному року в командах «Леон де Уануко» та «Універсідад Сан-Мартін».
Своєю грою за останню команду привернув увагу представників тренерського штабу клубу «Хуан Ауріч», до складу якого приєднався 2013 року. Відіграв за команду з Чиклайо наступні три сезони своєї ігрової кар'єри. Більшість часу, проведеного у складі «Хуан Ауріча», був основним гравцем команди.
До складу клубу «Спортінг Крістал» приєднався 2016 року. Відтоді встиг відіграти за команду з Ліми 12 матчів в національному чемпіонаті.

## Виступи за збірну
2007 року дебютував в офіційних матчах у складі національної збірної Перу. Наразі провів у формі головної команди країни 3 матчі.
У складі збірної був учасником розіграшу Кубка Америки 2007 року у Венесуелі, Кубка Америки 2015 року у Чилі, на якому команда здобула бронзові нагороди, Кубка Америки 2016 року у США.

## Титули і досягнення
- Бронзовий призер Кубка Америки: 2015